# Tour de Bretanha
O Tour de Bretanha (oficialmente: Le Tour de Bretagne Cycliste trophée harmonie Mutuelle) são duas competições de ciclismo por etapas francesas, masculina e feminina, que se disputam na região histórica da Bretanha no final do mês de abril.
A masculina criada em 1967foi uma corrida amador até à criação dos Circuitos Continentais UCI em 2005 que faz parte do UCI Europe Tour, dentro da categoria 2.2 (última categoria do profissionalismo).

## Palmarés

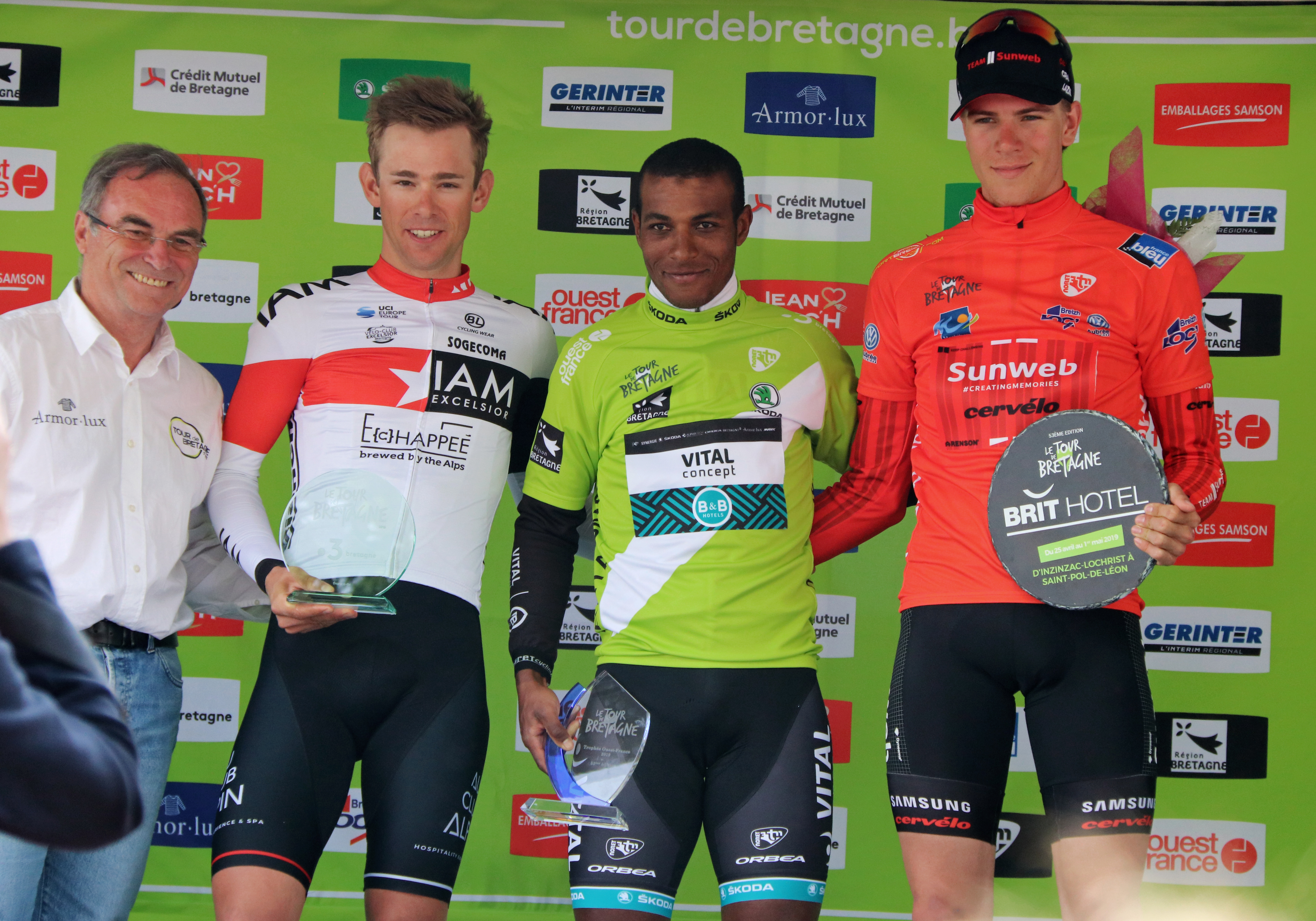
Pódios de 2019 em presença de Bernard Hinault

| Ano                   | Ganhador                    | Segundo               | Terceiro               |
| --------------------- | --------------------------- | --------------------- | ---------------------- |
| Fita granitier bretón |                             |                       |                        |
| 1967                  | Marcel Duchemin             | Jean Vidament         | Jean-Claude O Hec      |
| 1968                  | Guy Ignolin                 | François Le Bihan     | François Goasduff      |
| 1969                  | Jean-Paul Maho              | Bernard Dupuch        | Jacques Botherel       |
| 1970                  | Marcel Duchemin             | Jean-Paul Maho        | Alain Nogues           |
| 1971                  | Marcel Duchemin             | Vladislav Nelyubin    | Claude Duterme         |
| 1972                  | André Corbeau               | Jaime Huélamo         | Alain Nogues           |
| 1973                  | Boris Choukhov              | Guennadi Komnatov     | Yuri Kravchenko        |
| 1974                  | Stanisław Szozda            | Tadeusz Mytnik        | Janusz Kowalski        |
| 1975                  | Alexandre Gussiatnikov      | Vladimir Osokin       | Philippe Denié         |
| 1976                  | Boris Issaiev               | Alexandre Tikhonov    | Leio van Vliet         |
| 1977                  | Daniel Willems              | Daniel Gisiger        | Jean-Louis Gauthier    |
| 1978                  | Krzysztof Sujka             | Jan Krawczyk          | Czesław Lang           |
| 1979                  | Jan Jankiewicz              | Krzysztof Sujka       | Czesław Lang           |
| 1980                  | Giorgio Casati              | Boris Issaiev         | Youri Barinov          |
| 1981                  | Marc Somers                 | Claude Moreau         | Fabien De Vooght       |
| 1982                  | Wim Van Eynde               | Laurent Eudeline      | Philippe Delaurier     |
| 1983                  | Youri Kachirine             | Viktor Demidenko      | Oleh Petrovich Chuzhda |
| 1984                  | Dan Radtke                  | Holger Müller         | Frank Herzog           |
| 1985                  | Philippe Louviot            | Pascal Kolkhuis-Tanke | Erik Breukink          |
| 1986                  | Gilles Sanders              | Pascal Campion        | Joh Clay               |
| 1987                  | Igor Sumnikov               | Pascal Lino           | Philippe Goubin        |
| 1988                  | Armand de las Cuevas        | Pierre Duin           | Marek Ośniewski        |
| 1989                  | Harm Jansen                 | Chris Peers           | Marc Wauters           |
| 1990                  | José Marques                | Kiril Belaiev         | Chann McRae            |
| 1991                  | Richard Vivien              | Rémy Quinton          | Peter Verhesen         |
| 1992                  | Evgueni Berzin              | Stéphane Boury        | Vladislav Bobrik       |
| 1993                  | Dominique Bozzi             | Stéphane Boury        | Frédéric Guesdon       |
| 1994                  | Anatoly Tchoubar            | Niels van der Steen   | Claude Lamour          |
| 1995                  | Sébastien Guénée            | Alexei Nakazny        | Erwan Jan              |
| 1996                  | Stéphane Cueff              | David Delrieu         | Frank Van Den Abeele   |
| 1997                  | Philippe Bresset            | Yoann O Panadero      | Frédéric Delalande     |
| 1998                  | Vincent Templier            | Jérôme Chiotti        | Christophe Barbero     |
| 1999                  | David Dumont                | Saulius Ruškys        | Stéphane Corlay        |
| 2000                  | Martial Locatelli           | Dennys Heil           | Michel Lallouët        |
| 2001                  | Guillaume Judas             | Niels Brouzes         | Sébastien Guérard      |
| 2002                  | Christophe Cousinie         | Nicolas Dumont        | Yoann Le Boulanger     |
| 2003                  | Dmitriy Muravyev            | Frédéric Delalande    | Balasz Rohtmer         |
| 2004                  | Laurent Mangel              | Jussi Veikkanen       | Simon Gerrans          |
| 2005                  | Stéphane Pétilleau          | Charles Guilbert      | Russell Downing        |
| 2006                  | Dries Devenyns              | David Le Lay          | Pavel Brutt            |
| 2007                  | Lars Boom                   | Martijn Maaskant      | David O Lay            |
| 2008                  | Benoît Poilvet              | Bram Schmitz          | Julien Antomarchi      |
| 2009                  | Julien Fouchard             | Timofey Kritskiy      | Jan Ghyselinck         |
| 2010                  | Franck Bouyer               | Renaud Dion           | Dimitri Le Boulch      |
| 2011                  | Péter Kusztor               | Rene Mandri           | Evaldas Šiškevičius    |
| 2012                  | Reinardt Janse van Rensburg | Éric Berthou          | Daan Olivier           |
| 2013                  | Riccardo Zoidl              | Nick van der Lijke    | Jasha Sütterlin        |
| 2014                  | Bert-Jan Lindeman           | Dylan Teuns           | Sébastien Delfosse     |
| 2015                  | Sébastien Delfosse          | Loïc Vliegen          | Daniel Hoelgaard       |
| 2016                  | Adrien Costa                | František Sisr        | Lennard Hofstede       |
| 2017                  | Flavien Dassonville         | Anders Skaarseth      | Stan Dewulf            |
| 2018                  | Fabien Schmidt              | Stan Dewulf           | Julien Antomarchi      |
| 2019                  | Lorrenzo Manzin             | Fabian Lienhard       | Nils Eekhoff           |
| 2020                  | anulado                     | anulado               | anulado                |
| 2021                  | Jean-Louis O Ny             | Anthony Delaplace     | Valentin Retailleau    |